# I Had Some Help
I Had Some Help è un singolo del rapper statunitense Post Malone, pubblicato il 10 maggio 2024 come primo estratto dal sesto album in studio dell'artista F-1 Trillion. La canzone vede la collaborazione del cantante country statunitense Morgan Wallen.

## Antefatti e pubblicazione
Il 20 marzo 2024 Malone ha pubblicato sui suoi canali social un'anteprima del brano, dopo che ne era stata precedentemente condivisa un'altra versione ma con dei problemi di missaggio. Il 28 aprile seguente, entrambi Wallen e Malone si sono esibiti in occasione dello Stagecoach Festival tenutosi a Indio, in California. Durante la sua esibizione, Wallen ha invitato Malone sul palco per eseguire per la prima volta insieme dal vivo il brano. Quattro giorni dopo, entrambi gli artisti, tramite i loro social media, hanno annunciato il titolo e la data di pubblicazione del brano.
Il 10 maggio I Had Some Help è stato pubblicato su tutte le piattaforme streaming.

## Descrizione
I Had Some Help è un brano country pop, scritto da entrambi gli artisti con la collaborazione di Ashley Gorley, Chandler Paul Walters, Ernest Smith, Hoskins, Louis Bell e Ryan Vojtesak. La produzione del brano è stata curata da Louis Bell, Charlie Handsome e Hoskins in qualità di co-produttore.
Il testo del brano ruota attorno alla fine di due diverse relazioni vissute dai singoli artisti e del loro desiderio di vedere le loro rispettive partner assumersi maggiori disponibilità per la fine della loro storia. I due artisti, infatti, dichiarano che la relazione non si è conclusa per cause tutte imputabili a loro ma che comunque hanno anche loro avuto un ruolo affinché ciò accadesse. Nel ritornello, infatti, cantano: "I had some help / It ain’t like I can make this kinda mess all by myself / Don’t act like you ain’t help me pull that bottle off the shelf" ("Ho aiuto anche io / Non è possibile che ho fatto tutto da solo / Non comportarti come se non mi avessi aiutato a tirar fuori quella bottiglia dallo scaffale").

## Composizione
La canzone è scritta in tonalità di do maggiore, con un tempo di 128 battiti al minuto, la progressione di accordi principale è F–C–Am–G.

## Formazione
- Post Malone – voce
- Morgan Wallen – voce aggiuntiva
- Louis Bell – produzione, ingegneria
- Charlie Handsome – produzione
- Hoskins – produzione, co-produzione
- Aaron Sterling – batteria
- Craig Young – basso
- Derek Wells – chitarra elettrica
- Bryan Sutton – chitarra acustica
- Dave Cohen – tastiera
- Paul Franklin – pedal steel
- Larry Franklin – fiddle
- Ryan Gore – missaggio
- Ted Jensen – mastering

## Video musicale
Il video musicale di accompagnamento è stato caricato su YouTube durante lo stesso giorno di pubblicazione del brano. Il video è stato girato a Joshua Tree, in California, ed è stato diretto da Chris Villa.

## Successo commerciale
Nelle prime 24 ore di disponibilità, I Had Some Help ha registrato 13,9 milioni di streaming sulla piattaforma Spotify, stabilendo un nuovo record per il miglior debutto in termini di stream accumulati sia per una canzone country che per una collaborazione maschile.
Negli Stati Uniti, durante la prima settimana di disponibilità, I Had Some Help ha registrato 76,4 milioni di streaming, 31,1 milioni di audience radiofonica e 69 000 download digitali venduti. Ciò ha consentito al brano di debuttare direttamente in prima posizione della Billboard Hot 100, diventando l'80ª canzone a ottenere questo risultato. I Had Some Help è diventata la sesta numero uno per Post Malone, e il suo secondo debutto al vertice della classifica, nonché la seconda per Morgan Wallen. Il brano ha, allo stesso modo, raggiunto la prima posizione della Digital Songs e della Streaming Songs di Billboard, raggiungendo la prima posizione anche della Hot Country Songs.
Nel resto del mondo, il brano ha debuttato alla prima posizione delle classifiche di Australia, Canada, Norvegia e Irlanda, e ha raggiunto la top 5 in Nuova Zelanda, Regno Unito e Svezia.

## Classifiche

### Classifiche settimanali
| Classifica (2024) | Posizione massima |
| ----------------- | ----------------- |
| Australia         | 1                 |
| Austria           | 17                |
| Belgio (Fiandre)  | 13                |
| Belgio (Vallonia) | 42                |
| Canada            | 1                 |
| Danimarca         | 4                 |
| Estonia           | 13                |
| Finlandia         | 32                |
| Francia           | 157               |
| Germania          | 35                |
| Grecia            | 51                |
| Irlanda           | 1                 |
| Islanda           | 7                 |
| Norvegia          | 1                 |
| Nuova Zelanda     | 2                 |
| Paesi Bassi       | 16                |
| Panama            | 195               |
| Portogallo        | 37                |
| Regno Unito       | 2                 |
| Repubblica Ceca   | 71                |
| Slovacchia        | 53                |
| Stati Uniti       | 1                 |
| Svezia            | 3                 |
| Svizzera          | 19                |

### Classifiche di fine anno
| Classifica (2024) | Posizione |
| ----------------- | --------- |
| Australia         | 7         |
| Canada            | 4         |
| Danimarca         | 33        |
| Estonia           | 50        |
| Islanda           | 16        |
| Nuova Zelanda     | 11        |
| Paesi Bassi       | 39        |
| Regno Unito       | 15        |
| Stati Uniti       | 4         |
| Svezia            | 17        |
| Svizzera          | 55        |

## Riconoscimenti
- MTV Video Music Awards[49][50]
  - 2024 – Candidatura per Miglior collaborazione
  - 2024 – Candidatura per Canzone dell'estate
- Grammy Award[51]
  - 2025 – Candidatura per Miglior interpretazione country di un duo o un gruppo
  - 2025 – Candidatura per Miglior canzone country